# Arana (Vitoria)

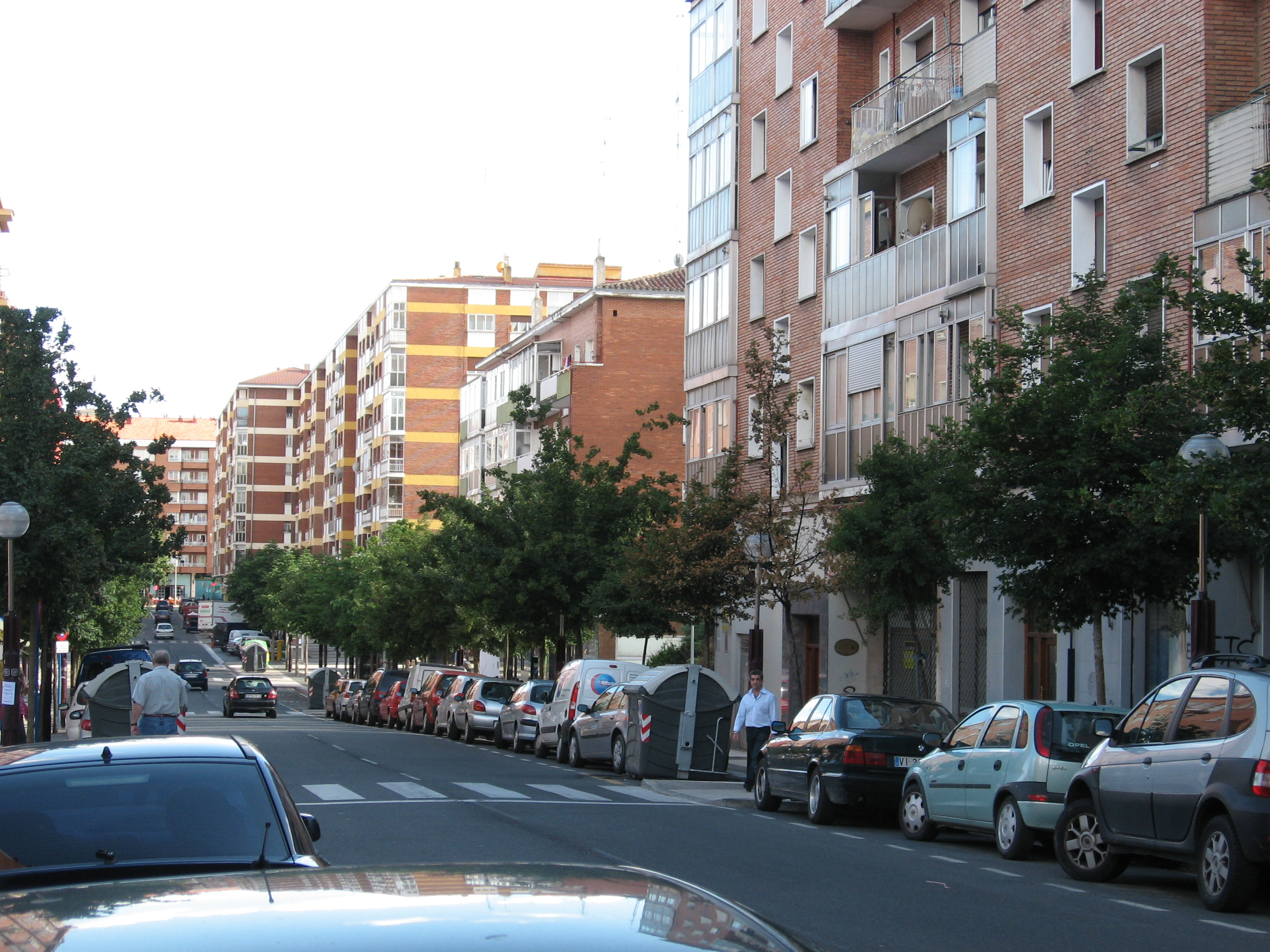
Arana.

Arana es un barrio de la ciudad española de Vitoria. En 2007 tenía 3569 habitantes.
Se trata de un cuadrilátero limitado por las calles Valladolid, la Avenida de Judizmendi, la Avenida de Santiago y la calle de Madrid (antigua circunvalación de la ciudad). Limita respectivamente con los barrios de Aranbizkarra al norte, Santiago al este, Aranzabela al oeste y Santa Lucía al sur.
El barrio de Arana surge en la década de 1960 como un denso barrio obrero promovido por la iniciativa privada. Casi el 95% de las viviendas que componen actualmente el barrio fueron construidos en esa década. El barrio se situaba en una zona llana situada al noreste de Vitoria llamada desde antiguo Campo de Arana. La palabra arana significa en euskera "valle".
Es un barrio de carácter residencial con un comercio de primera necesidad. Al este del barrio hay un amplio parque denominado Parque de Arana.